# Christina Catharina Danneskiold-Samsøe
Christina Catharina von Holstein, ved ægteskab Danneskiold-Samsøe (født 24. marts 1709 og død den 1. februar 1795) var en dansk grevinde.

## Familie
Christina Catharina von Holstein var datter af Christian von Holstein og Bertha Scheel von Holstein.
Hun havde i alt 13 søskende, herunder; grevinde Dorothea Sophie Danneskiold-Laurvig, Bertha von Holstein, Niels Rosekrantz von Holstein, Adam Christoph von Holstein, Carl von Holstein, Sophie Hedevig von Holstein, Ulrich von Holstein, Joachim von Holstein, Ulrik Adolph von Holstein (døde 5 dage efter fødsel, vuggedød), Christian Frederik von Holstein, Conrad von Holstein, Frederik Christian von Holstein og Anna Magdalina von Holstein (døde 7 uger efter fødsel).

## Ægteskab med lensgreve Christian Danneskiold-Samsøe
I 1724 giftede Christina Catharina von Holstein sig med lensgreve Christian Danneskiold-Samsøe. Sammen fik de 3 døtre; Conradine Christine Danneskiold-Samsøe (f. i 1725), Sophia Dorothea Danneskiold-Samsøe (f. i 1727) og Christiane Danneskiold-Samsøe (f. i 1728). Lensgreve Christian Danneskiold-Samsøe havde derudover 3 sønner fra sit første ægteskab (1721) med Conradine Christiane f. komtesse Friis, der døde i 1723. Lensgreve Christian Danneskiold-Samsøe døde den 17. februar 1728 i København, efter 4 års ægteskab i en alder af 25 år.